# Adem Gezici
Adem Gezici (* 20. August 1983 in Alucra) ist ein ehemaliger türkischer Fußballspieler.

## Spielerkarriere

### Verein
Gezici begann mit dem Vereinsfußball in der Nachwuchsabteilung vom Istanbuler Amateurverein Esenler SK und wechselte 1998 in die Nachwuchsabteilung von Fenerbahçe Istanbul. Zur Saison 2000/01 wurde er vom Cheftrainer der Profimannschaft, von Mustafa Denizli, in die Trainingsmannschaft der Profis aufgenommen. In der Pokalbegegnung vom 29. November 2000 gegen Siirt Jet-Pa Spor wurde Gezici von Denizli eingewechselt und erzielte auch gleich sein erstes Tor. Im weiteren Saisonverlauf wurde Gezici nicht weiter eingesetzt, befand sich aber im Mannschaftskader. Mit seinem Verein beendete er die Saison als Türkischer Meister. Im Sommer 2001 wurde er mit einem Profivertrag ausgestattet und anschließend für die Erfahrungssammlung für die Dauer von jeweils einer halben Saison der Reihe nach an Yıldırım Bosnaspor und İzmirspor ausgeliehen.
Zur Saison 2002/03 verließ Gezici Fenerbahçe und wechselte zum Istanbuler Drittligisten Kartalspor. Die nachfolgenden Jahre durchlief Gezici mehrere Stationen, ohne sich bei einem Verein etablieren zu können. Lediglich beim Drittligisten Zeytinburnuspor setzte er sich durch und erzielte in eineinhalb Spielzeiten 17 Ligatore. Im Frühjahr 2007 wechselte er zum Drittligisten Boluspor. Mit diesem Klub beendete er die Saison 2006/07 als Drittligameister und stieg in die TFF 1. Lig, der zweithöchsten türkischen Spielklasse, auf. Trotz dieses Erfolges verließ er zum Saisonende Boluspor und wechselte mit Güngören Belediyespor zu einem anderen Istanbuler Drittligisten. Bei diesem Verein etablierte er sich schnell und erreichte mit diesem über den Play-off-Sieg der Liga den Aufstieg. Gezici steuerte zu diesem Erfolg acht Tore, davon zwei in der Play-off-Phase, bei und war damit maßgeblich an dem Erfolg beteiligt. Nach eineinhalb Spielzeiten in der 2. Liga für Güngören Belediyespor wechselte Gezici zur Rückrunde zum Ligarivalen Samsunspor. Nachdem er sich hier bis zum Saisonende nicht durchsetzen konnte, wurde sein Vertrag vorzeitig aufgelöst.
Nach Station bei den Drittligisten Turgutluspor und Tarsus İdman Yurdu setzte Gezici ab dem Frühjahr 2012 seine Karriere als Amateurspieler fort. 2015 folgte nochmals ein Engagement beim türkischen Viertligisten Istanbul Güngörenspor. Im Anschluss spielte Adem Gezici bis zu seinem Karriereende 2018 bei unterklassigen Vereinen.

### Nationalmannschaft
Gezici durchlief während seiner Zeit bei Fenerbahçe Istanbul die türkische U-16-, die U-17- und die U-18-Nationalmannschaft.

## Erfolge
Fenerbahçe Istanbul
- Türkischer Meister: 2000/01 (Ohne Einsatz)

Boluspor
- Meister der TFF 2. Lig und Aufstieg in die TFF 1. Lig: 2006/07

Güngören Belediyespor
- Play-off-Sieger der TFF 2. Lig und Aufstieg in die TFF 1. Lig: 2007/08

 U-19-Nationalmannschaft
- Vize-U-19-Europameister: 2004